# Tsuane
O Município Metropolitano da Cidade de Tsuane (em inglês: City of Tshwane Metropolitan Municipality), conhecido apenas como Cidade de Tsuane (AFI: [ˈtswɑːneɪ]), é um município metropolitano situado na província de Gautengue, África do Sul, que engloba entre outras a cidade de Pretória.

## Etimologia
Tsuane é o nome tsuana para o rio Apies, que fui através de Pretória. A origem do nome é incerta. Pode significar "lugar -e da vaca preta, tshwana", em referência às cerimônias onde uma vaca preta foi aspergida com água do rio para acabar com uma seca. Outros alegam que foi nomeado em honra de Tsuane, filho do chefe Muxi, um líder nedabele que se assentou próximo ao Apies cerca de um século antes da chegada dos voortrekkers no começo do século XIX.

## Demografia
Havia aproximados 2 921 500 residentes no município segundo censo de 2011. Desses, 75,40% eram negros, 20,08% brancos, 2,01% pardos e 1,84% indianos ou asiáticos.

### Grupos étnicos em 2011
| Grupo étnico       | População | %      |
| ------------------ | --------- | ------ |
| Pardos             | 58 788    | 2,01%  |
| Negros             | 2 202 847 | 75,40% |
| Brancos            | 586 495   | 20,08% |
| Indianos/asiáticos | 53 744    | 1,84%  |
| Outros             | 19 614    | 0,67%  |
| Total              | 2 921 488 | 100%   |

### Grupos étnicos (0-4 anos)
| Grupo étnico       | População | %      |
| ------------------ | --------- | ------ |
| Pardos             | 5 802     | 2,12%  |
| Negros             | 225 111   | 82,20% |
| Brancos            | 36 860    | 13,46% |
| Indianos/asiáticos | 4 280     | 1,56%  |
| Outros             | 1 814     | 0,66%  |
| Total              | 273 867   | 100%   |